# Droga wojewódzka 608
Die Droga wojewódzka 608 (DW608) ist eine vier Kilometer lange Droga wojewódzka (Woiwodschaftsstraße) in der Woiwodschaft Pommern in Polen. Die Strecke im Powiat Kwidzyński verbindet die Landesstraße DK55 mit zwei weiteren Woiwodschaftsstraßen.
Die Straße zweigt im Ort Ryjewo (Rehhof) von der Woiwodschaftsstraße DW607 ab. Sie verläuft in östlicher Richtung und kreuzt am Ende eines Waldgebiets die Landesstraße DK55. Nach etwa 1500 Metern wird der Weiler (osada) Klecewko (Louisenwalde) erreicht. Die weiterführende Straße hat keinen hochrangigen Status.

## Streckenverlauf
Woiwodschaft Pommern, Powiat Kwidzyński
-  Ryjewo (DW607/DW525)
-  östlich Ryjewo (DK55)
-  Klecewko